# Thomas di Galloway
Thomas di Galloway (... – 1231) figlio di Lochlann di Galloway, fu al servizio del fratello Alan di Galloway ed anche dei re di Scozia ed Inghilterra. La sua attività di mercenario gli fece ottenere diverse terre in Irlanda.

## La famiglia e l'inizio della carriera
Thomas di Galloway nacque in data imprecisata, prima comunque del 1200 da Lochlan, Signore di Galloway e da Helen de Morville (morta nel 1217) di famiglia anglo-normanna proveniente da Morville nel Cotentin. Quando Lochlan di Galloway morì nel 1200 Alan di Galloway gli succedette e Thomas si trovò a lavorare con il fratello e, per così dire, a costruirsi una carriera alternativa. Gli abitanti della zona di Galloway in gaelico si chiamavano Gall-Gaidhil e fino al 1200 non furono considerati ne scozzesi, ne irlandesi, ma come un'etnia indipendente che viveva nella parte Sud-Ovest della Scozia.
Thomas appare relativamente poco nelle cronache scozzesi, rispetto ad altri contemporanei, e la prima comparsa in quelle inglesi è del 1205, quando viene omaggiato con un dono da re Giovanni d'Inghilterra probabilmente per aver soccorso le sue galee in difficoltà. Thomas infatti aveva accompagnato il sovrano inglese nella sua campagna in Poitou proprio nel 1205.
Fino al 1209 questo servizio gli fruttò dei diritti su delle terre sparse fra Herefordshire, Warwickshire, Worcestershire e Northumberland. In quel periodo fu colpevole del rapimento di una donna a York, azione per cui ottenne il perdono reale nel 1212 per richiesta di Guglielmo I di Scozia.

## Interessi personali, famigliari e dei padroni
Per molti anni Thomas lavorò in Irlanda, nel 1212 accompagnato dal figlio del re dell'Isola di Man razziò la città di Derry, con sessantotto navi saccheggiò l'intera città.
Nel 1214 insieme al magnate scozzese Ruaidhri mac Raghnaill saccheggiò di nuovo Derry e le sue chiese.
Nel 1216 Muireadhach mac Ailein, figlio del conte di Lennox, catturò e uccise uno dei capi di Inishowen, regione nel nord dell'Irlanda conosciuto con il nome di Cineál Fearghusa, non è escluso che quest'azione fosse stata compiuta in aiuto di Thomas. Uno di questi, Gofraid mac Domnaill, era venuto dall'Irlanda per fare negoziare la propria ascesa al trono nel 1211, il re per risposta mosse contro di lui l'esercito e Thomas fu della partita.
Intanto nel 1210 re Giovanni d'Inghilterra si era mosso per conquistare parte dell'Ulster e concesse molte terre, che ora si trovano nelle contee di Antrim, Derry e Tyrone, ad Alan di Galloway, concessione che venne poi estesa allo stesso Thomas.
Con l'aiuto degli inglesi costruì un castello a Coleraine, attualmente vicino a Londonderry e nel 1215 fu messo a custodia del maniero di Antrim.
Nel 1219 Thomas andò in Inghilterra a rendere omaggio al nuovo re Enrico III d'Inghilterra e nel 1221 fu di ritorno in tempo per uccidere Diarmaid Ua Conchobhair, figlio del precedente re d'Irlanda Ruaidri mac Tairrdelbach Ua Conchobair. Diarmaid stava tornando in Irlanda quando fece vela sulle Ebridi per aiutare Cathal Crobdearg Ua Conchobair a ripristinare sulle isole il dominio della stirpe dei Connacht.
Le terre di Thomas nell'Ulster vennero minacciate da Hugh de Lacy, I conte dell'Ulster (1176 circa - dopo il 26 dicembre 1242), il precedente conte aveva perso il favore reale che gli aveva confiscato il contado, tuttavia de Lacy aveva riconquistato potere e nel 1227 aveva esercitato abbastanza pressione da convincere re Enrico III ad assegnargli il titolo.
Nella lotta che ne seguì il castello di Coleraine andò distrutto, anche se i due fratelli conservarono gran parte delle loro entrate, e quando nel 1228 il maniero venne rimesso in piedi non fu per mano di Thomas, ma di de Lacy. È possibile che Thomas incontrasse delle difficoltà nell'amministrare le proprie terre irlandesi per via del fatto che il fratello Alan usava spesso le sue flotte per mettere le mani sul trono dell'Isola di Man. Nel 1228 Thomas partecipò alla spedizione nell'Isola voluta dal fratello Alan che finì con l'installare sul trono Raghnall mac Gofraidh.

## Matrimonio, figli e morte

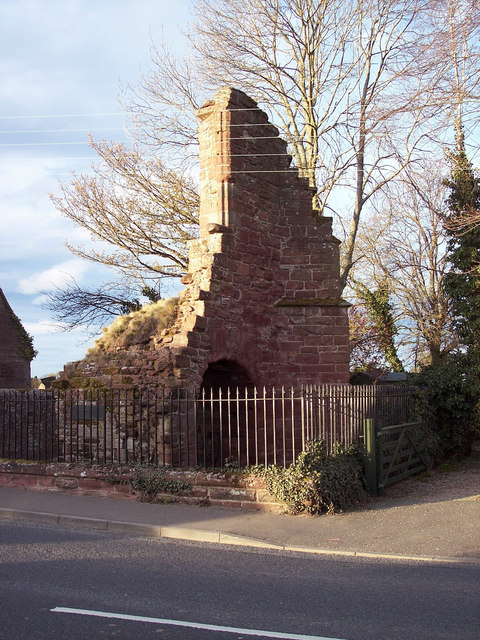
Ciò che rimane dell'abbazia di Coupar Angus

In una data imprecisata, ma anteriore al 1210, Thomas sposò Isabella contessa di Atholl, figlia di Henry, conte di Atholl (morto nel 1211) e questo portò nella sua sfera di interesse a nord del Firth of Forth. Suo suocero morì nel 1211 dando ad Isabella il titolo di contessa e a Thomas quello di conte. Il 6 dicembre 1214 Thomas presenziò all'incoronazione di Alessandro II di Scozia avvenuta a Scone e durante quel decennio fu testimone e sottoscrittore di diversi documenti riguardanti l'abbazia di Coupar Angus ed in questa stessa abbazia fu sepolto quando morì nel 1231.
L'anno precedente Thomas fu incaricato di preparare una flotta per il re Enrico III d'Inghilterra che si stava apprestando ad una campagna nella Francia occidentale, è possibile che Thomas sia molto in un incidente di giostra perché nel 1252 un vassallo del conte di Dunbar fu perdonato per averlo ucciso.
Thomas ed Isabella ebbero un figlio legittimo, ma Thomas riconobbe anche un bastardo
- Patrick, conte di Atholl (morto nel 1242)
- Alan di Galloway

Patrick venne ucciso nel 1242 da Walter Bisset di Aboyne, marito di sua zia Ada. I Bisset erano arrivati nell'Ulster insieme a Hugh de Lacy o agli stessi Galloway e finirono col prendere il controllo delle loro terre nell'Ulster. È possibile che l'omicidio abbia avuto luogo in seguito a delle dispute circa il passaggio ereditario del castello irlandese di Antrim.